# Vitore i Gina
Vitore i Gina va ser una companyia de circ i varietats que va néixer el 1981, i el 1987 va passar a anomenar-se Zotal Teatre fins a la seva dissolució el 1998. Es van especialitzar en el teatre físic, visual i conceptual.

## Història
Elena Castelar i Manel Trias funden la parella de circ de carrer Vitore i Gina, companyia de circ i varietats el desembre de 1981 després de participar en la primera gira del Circ Cric amb carpa (primavera-tardor del mateix any).
Elena Castelar i Garriga (Barcelona, 25-3-1955) tenia formació teatral i musical, nocions de pallasso i commedia dell’arte i havia seguit quatre cursos a l’Escola d’Arts i Oficis Aplicats.
Manel Trias i Muñoz (Barcelona, 3-1-1959) feia animació de carrer des del 1977 amb Picatrons, Vitore i Nani (Manuel Trias i Oriol Boixader) i la Petita Companyia de Saltimbanquis del Dr. Solé (Trias, Boixader i Xavier Soler).
Manel Trias, Elena Castelar i el seu fox-terrier Taca volten tres anys per Catalunya, Espanya i bona part d’Europa amb l'espectacle «Taca» a la pista. Aquests anys els donen l’ofici necessari per posar les seves habilitats (acrobàcia, equilibri, malabars, monocicle, titelles, humor i ensinistrament d’animals) al servei del seu imaginari creatiu.
El títol del primer espectacle de la nova etapa (Zotal, 1984) provoca el canvi de nom de la companyia, ja que els efectes resolutius de la coneguda marca de desinfectant ve a ser una metàfora del que vol provocar el seu estil de teatre. A partir d’aquell moment, els títols dels seus espectacles començaran amb Z, «l’última lletra de l’abecedari i la primera de l’imaginari».
El 1988 estrenen Zombi, centrat en el vertigen, la soledat i la inseguretat. Zombi viatja fins al 1991 per Europa, Colòmbia i el Brasil, i el 1989 rep una Menció especial del Jurat del Premi de la Crítica Serra d’Or «per la qualitat del seu treball d'investigació i creació teatrals».
Z (1991) tracta el joc com una metàfora de la vida («els jocs són la base de tota funció cultural i defineixen amb precisió cada societat»). A Organum (1993, direcció Esteve Grasset), Castelar i Trias accionen sobre la partitura Volumina för Orgel (György Ligeti, 1962). A l’últim espectacle de la companyia (Zigurat, 1996), Manel Trias s’enfronta a un solo culinari i teatral en un capvespre a l’aire lliure. Hi construeix i desconstrueix un zigurat, una piràmide feta amb set taules, mentre diu textos de l'escriptor valencià Manuel Vicent i cuina, en temps real i als ulls del públic, un estofat de cigrons amb sèpia que els espectadors, asseguts a les set taules que han format el zigurat, degustaran al final de l'espectacle.
En televisió, els anys 1977 i 1978 Manel Trias participa en emissions del programa infantil Terra d’Escudella, i el novembre de 1982 Vitore i Gina adapten «Taca» a la pista, per a El circ, també del circuit català de TVE. Entre el 1985 i el 1994 traslladen l’òptica Zotal Teatre a imatges televisives.
Zotal Teatre es dissol a finals del 1998. Elena Castelar funda Zart (ens dedicat a Creativitat i Salut), crea, dirigeix i interpreta espectacles i munta accions-espectacle de caràcter social en espais arquitectònics. Llicenciada en Tècnica Alexander, n’imparteix cursos regulars i seminaris a músics, actors, fisioterapeutes, ballarins i mestres i alumnes de primària. El 2011 promou l’associació Relats de l’Alzina (projectes holístics i integradors relacionats amb la cultura, la salut i l'educació).
Manel Trias concep escenografies, posa en pista els espectacles del Circ Cric La gran reprís (1995), 20 Circ Cric 02 (gira amb carpa, 2002) i Circ Cric al Teatre Lliure (2007); crea la performance acrobàtica Sextant (Fòrum 2004), i dirigeix els espectacles Concert en clau de risc (inaugural Fira Trapezi 2009) i Pàjaru (per a Pere Hosta, 2012). Des del 2007 s’ocupa de la direcció escènica i la coordinació de guions del programa de titelles Mic (TV3).
Amb motiu del 30è aniversari de la companyia, el Mercat de les Flors va acollir l'exposició 30 anys de Zotal Teatre (1 abril–31 maig 2011).

## Descripció
Zotal Teatre va ser una opció artística valenta i arriscada, en absoluta coherència amb la seva generació sociològica. Els anys de Vitore i Gina al carrer els habituen a tenir el públic a dins –més que al davant o al voltant–, i és d’aquí que arrenca la veritat despullada de cada espectacle de Zotal –un despullament que té, també, molt a veure amb la seva visió circense del teatre: més que presentar habilitats o explicar una història, els interessa «seduir, emocionar i fer sentir».
Els seus espectacles tractaven les paradoxes i les contradiccions de l’ésser humà, a qui observaven sovint com a animal civilitzat: la presència de gossos, oques o serps en escena buscava el contrast amb els comportaments humans per deixar-los en evidència, i el tractament dels humans i de certs objectes seguia també les pautes de l'ensinistrament d’animals. Amb incursions al simbolisme i el surrealisme, Zotal Teatre burxava en el rerefons de la realitat quotidiana i feia emergir les petites i grans ridiculeses de les nostres vides. Les seves metàfores visuals destil·laven una intensitat poètica de ressonàncies brossianes.
Zotal Teatre va experimentar en llenguatge, espai escènic i attrezzo, i va concebre la dramatúrgia com «una partitura fragmentada». Els seus espectacles s’acostaven sovint al ritual, amb atmosferes sonores del tot significants i amb finals oberts a la interpretació de l'espectador. Per coherència estètica i conceptual van col·laborar amb músics com Joan Saura, Oriol Perucho, Xavier Maristany (Koniec), Martí Perramon, Pep Pascual, Jorge Sarraute o la Big Band del Taller de Músics. Es van avançar notablement al seu temps pel que fa a la interdisciplinarietat, i per la companyia van passar actors i actrius procedents del mim, el circ, la dansa, la pantomima o el teatre de carrer com Enric Ases, Piero Steiner, Simona Levi, Victor Turull «Japo», Jordi Teixidó, Javier Millán, Cesc Casadesús, Albert Grau, Jordà Ferrer o Carletto Carbó.

## Fons
El seu fons es conserva al Centre de Documentació i Museu de les Arts Escèniques i consta part de les seves obres, a banda de documents personals i administratius. A més a més també hi trobarem fotografies i correspondència.